# آدم زيرتال
آدم زيرتال (بالعبرية: אדם זרטל‏)، (1936 – 18 أكتوبر 2015) عالم آثار إسرائيلي.

## حياته
نشأ آدم زيرتال في عين شيمر، وأصيب بجروح بالغة في حرب أكتوبر 1973، وقال لاحقًا لمراسل صحيفة جيروزاليم بوست: «لقد قضيت عامًا في مستشفى هداسا في القدس، وأصبحت مهتمًا بعلم الآثار. على الرغم من أنني جادلت بأن الكتاب المقدس كان مليئًا بالأساطير، فقد قررت بعد شفائي أن أسافر الأرض سيرًا على الأقدام للبحث عن أدلة أثرية». يحاول آدم البحث عن الأماكن المذكورة في الكتاب المقدس العبري ويدعي أنه اكتشف عدة مواقع توراتية مثل الجلجال وأماكن أخرى.